# Los Ángeles Azules
Los Ángeles Azules es un grupo musical mexicano del género de cumbia, originario de la Ciudad de México. Se fundó inicialmente por cuatro de ocho hermanos conocidos como la Familia Mejía Avante, en el año 1976, y está activo oficialmente desde el año 1980.
Hasta la fecha, como agrupación han lanzado veintidós álbumes de estudio, cuatro discos en vivo y siete álbumes recopilatorios. Han vendido entre 30 y 40 millones de copias alrededor de todo el mundo. Dentro de sus colaboraciones se encuentran participaciones con: Pepe Aguilar, Carla Morrison, Lila Downs, Natalia Lafourcade, Ha*Ash, Gloria Trevi, Miguel Bosé, Yuri, Julieta Venegas, Abel Pintos, Emilia, entre muchos otros.
Asimismo, hicieron un tema llamado «La Vecina» para la telenovela homónima publicada en 2016.

## Biografía

### Inicios
Los hermanos Mejía Avante, incursionaron en la música a finales de los años 70, tocando melodías sencillas de manera lírica en una estudiantina, forjando rápidamente su talento musical. Apoyados por sus padres Martha Avante Barrón y Porfirio Mejía García, quienes consiguieron préstamos de dinero empeñando algunas de sus propiedades, y con empleos como conductor de autobuses suburbanos (en el caso de su padre) lograron comprar, en pagos, el primer equipo de instrumentos musicales, bocinas y amplificadores. 
Una de las motivaciones para comenzar a trabajar en la música, fue el solventar los gastos y necesidades de su hogar. Conforme forjaban y buscaban un estilo musical y a su vez, el resto de los hermanos más jóvenes se unían a la agrupación, empezaban a darse a conocer tocando en fiestas de barriada, XV años, bautizos, bodas, y aniversarios de mercados comunitarios y delegaciones del entonces llamado Distrito Federal. 
El primer nombre propuesto para la recién formada agrupación fue "Playa Azul", habiendo decidido incursionar a la ejecución de música tropical. Leticia Méndez Santillán, actualmente esposa de Elías Mejía, ingresó tocando la guacharaca para conseguir el sonido de la cumbia colombiana. Asimismo, los hermanos Alfredo y Enrique Clavijo Díaz, en la trompeta y trombón para un sonido de conjunto colombiano y Raúl Díaz, en la batería para tocar rock and roll y música moderna.

### 1982 - 1993: Cumbia instrumental, guapachosa y psicodélica.
Habiendo tocado música de varios géneros, decidieron que la música tropical, y concretamente la cumbia colombiana era el camino a seguir, dada su popularidad en las fiestas y en los eventos de los sonideros, y así invirtieron para grabar un disco sencillo muy experimental, donde viene incluido un tema ahora demasiado raro de encontrar, titulado Lupita ye ye ye. Posteriormente, son invitados a grabar en una disquera muy pequeña llamada Discos Pentagrama Musical, donde por primera vez empiezan a componer y arreglar temas de su propia inspiración, como las primeras versiones de la Cumbia del Acordeón y Cumbia de la paz. Estos dos temas llegaron a manos del sonidero y locutor Poncho Zamudio, quien en 1982 los invitó a firmar un contrato en un sello discográfico de su propiedad llamado Discos Dancing, el resultado fue un álbum completo en LP titulado Ritmo... Alegría... Sabor!, el álbum debut de la agrupación lanzado en 1982. Los primeros álbumes alcanzaron ventas de un millón de copias.
Elías Mejía, además de bajista, es designado como vocalista del grupo, y lo sería hasta 1995. Por ende, fue el primer vocalista de Los Ángeles Azules en las canciones cantadas, mientras que en las canciones instrumentales se dedicaba a mandar saludos y a hacer animación al estilo de un sonidero. En 1991, lanzaron Y Esta... Sí es Cumbia!, el último álbum de un total de ocho para la disquera de Poncho Zamudio.

### 1994 - 1995: Comienzo con Disa,Entrega de amorySin pecado
En ese tiempo los Hermanos Mejía Avante, continuaban con sus carreras universitarias para titularse, y así no depender ya totalmente de la música. El grupo consigue firmar con Disa representado por Domingo Chávez, consiguiendo una oportunidad de grabar un nuevo álbum. 
Entrega de Amor fue el fruto de estas negociaciones. Se convirtió en el primer álbum grabado para Disa en 1993, saliendo a la venta en 1994. Un nuevo miembro, Raymundo Espinoza, era anexado a la agrupación para fungir como vocalista principal a la par de Elías Mejía, quien además de tocar el bajo eléctrico, seguía fungiendo como vocalista también, aunque en menor medida. El primer sencillo desprendido de este álbum fue «Entrega de amor». La agrupación gana importantes premios como: Palmas de oro, El Trébol de oro, Premio de Furia Musical y cuádruple disco de oro por ventas. 
En julio de 1995 sale a la venta el segundo trabajo discográfico, Sin pecado. Sacando como primer corte el tema titulado «El Pecado». Una vez más, Raymundo Espinoza como vocalista principal y El "Doc" Elías Mejía como segundo vocalista. De hecho, este sería el último álbum en el que el "Doc" estaría activo como vocalista del grupo.
A las dos semanas del lanzamiento de Sin pecado, el álbum se colocó en los primeros lugares de popularidad y ganan disco de oro por ventas de disco. Sencillos como «El pecado» y «Te necesito», esta última conocida informalmente como la 2a de Entrega de amor, así como las versiones originales de «Mis sentimientos» y «Las maravillas de la vida» se desprenden de este álbum. En marzo del mismo año surge un álbum recopilatorio para Disa titulado 15 Hits, que son recopilaciones de los discos grabados anteriormente en Discos Dancing. Raymundo Espinoza decide dejar la agrupación entre 1995 y 1996.

### 1996 - 2000:Como te voy a olvidar,Confesiones de amoryLluvia de rosas
En septiembre de 1996 nace la tercera producción para Disa, titulada Como te voy a olvidar, con la anexión de nuevos vocalistas como Carlos Becíes, Jonathan Martínez y Guillermo "Memo" Palafox. El primer sencillo, «Cómo te voy a olvidar», logró colocarse en el gusto de todas las clases sociales, lo que fue considerado un gran logro, al tratarse de una canción perteneciente a un género musical arraigado en la clase trabajadora. Este tema se convirtió en la canción más exitosa de Los Ángeles Azules por muchos años, y la nombraron oficialmente el Himno del grupo. 
Los Ángeles Azules en 1998 presentaron la producción titulada Confesiones de amor para Disa, de donde se desprende los sencillos «Me haces falta tú» y la versión original de «Juventud». Este álbum ganó quíntuple disco de oro por vender más de 500.000 copias durante el mismo año. Asimismo, Discos Sabinas otorga a la agrupación la presea Domingo Chávez Pérez por sus ventas, un premio otorgado a los artistas con mayor éxito y ventas dentro de la compañía. En 1999, Carlos Becíes, Jonathan Martínez y Memo Palafox abandonan a Los Ángeles Azules para formar su propio proyecto. 
En noviembre de 1999 sale el disco Una lluvia de rosas, de donde se desprende su primer sencillo «El listón de tu pelo», quedando este tema en primer lugar durante siete meses y colocándose en primer lugar a nivel regional mexicano en Billboard. En el año 2000 son invitados al Festival de Carnaval en la American Airlines Arena ubicada en la NE 8th Street en Miami, siendo el único grupo mexicano en actuar en ese lugar. Fueron Nominados al Premio lo Nuestro en la terna canción del año con «El listón de tu pelo». Los Ángeles Azules realizaron varias giras por Estados Unidos principalmente en el estado de California y Florida donde abarrotó locales y estableció récords de asistencia de público en cada una de sus presentaciones. Se presentaron en México en algunos ciudades de la República Mexicana; Monterrey, Veracruz, Puebla, Monclova, Cancún y Guadalajara, entre otras.

### 2001-2006:Alas al mundo,Nunca te olvidaréy última producción con Disa
En julio de 2002 nace una nueva producción titulada Alas al Mundo de donde se desprende su primer sencillo «Por el amor a mi madre».  Los Ángeles Azules realizan giras presentándose en la Aragon Ballroom de Chicago, además en Nueva York, Las Carolinas; del Norte y Sur, entre otros lugares de EE. UU. En febrero de 2003 sale a la venta su primera grabación en vivo realizada en el estado de Veracruz, Guerrero, Guanajuato y Estado de México. Este álbum se llama Los Ángeles Azules En Vivo, Azul Vivo. 
Los Ángeles Azules ganan premio nacional a la música grabada en el Auditorio Nacional en la Ciudad de México al grupo tropical por el Disco Alas Al Mundo en la edición 2003 del Premio Oye. Otro premio es el Furia Musical en la X entrega en el Auditorio Nacional. En el Salón California les fue entregado el premio Califa de Oro Por ser el mejor grupo tropical de México.
Después de dos años de no haber grabado disco, Los Ángeles Azules vuelven en 2004 con su séptimo disco para Disa, titulado Nunca Te Olvidaré, del que se desprende su primer sencillo «Aunque no estés conmigo» y le siguió el segundo corte llamado «Ella se olvidó de mi». En 2004 se presentaron durante una gira por los Estados Unidos en el Yankee Stadium para abrir el juego del equipo de fútbol soccer MetroStars (Hoy New York Red Bulls). En México se presentaron en la Feria de la Ciudad de México, así como un evento para la estación de radio El Macro de la Mejor en el Estadio Antonio Palacios en Tijuana.
Los Ángeles Azules por primera vez en su carrera artística graban covers, a petición de Disa, debido a que el timbre de voz del vocalista Erick de la Peña es muy similar a la de Juan Gabriel. Son elegidos diez de las canciones más emblemáticas de Juan Gabriel, las cuales son trabajadas por Jorge Mejía para acoplarlas al estilo del grupo. Las canciones más promocionadas fueron «Buenos días señor sol», «No vale la pena», y "Querida», con muy importante aceptación del público. Este álbum, titulado Los Ángeles Azules Interpretan Éxitos de Juan Gabriel sería la última producción para Disa.

### 2007-2014:Tu juguete,A Ritmo de cumbia y Como te voy a olvidar
En junio de 2007, después de buscar nuevas oportunidades, encuentran cabida y firman contrato con el presidente de Discos Musart, Eduardo Bautista. Grabaron un nuevo álbum, titulado Tu Juguete. Sería la única producción realizada para dicho sello discográfico. La agrupación inició una nueva gira por los Estados Unidos, con entrevistas en radio y televisión en Los Ángeles para promocionar los dos sencillos «Tu Juguete» y "Pichoncito».
En 2011 sale un sencillo titulado «Traición de los dos». En 2012 sale a la venta el álbum A Ritmo de Cumbia, producida y grabada para una compañía discográfica y de distribución llamada Casete México.
En 2013 Los Ángeles Azules son invitados a participar en El Festival Iberoamericano de Cultura Musical Vive Latino.  La presentación en el Vive Latino fue la punta de lanza del nuevo álbum titulado Cómo te voy a olvidar, producido por Camilo Lara y Toy Selectah, bajo el sello discográfico Ocesa Seitrack y distribuido por Sony Music que incluye los mejores éxitos que abarcan 30 años de carrera artística de la agrupación, regrabados con fusión de rock y pop, y que cuenta con colaboraciones especiales de artistas de renombre como Saúl Hernández, Ximena Sariñana, Jay de la Cueva, Centavrvs, Vicentico, Carla Morrison, Lila Downs, entre otros.
En 2014 Los Ángeles Azules realizan el tema de introducción de Turnocturno, un show nocturno conducido por Facundo transmitido por Canal 5 de Televisa. Por otro lado, se grabó un disco llamado Cumbia fuzión con sus canciones más populares regrabadas junto con la Orquesta Sinfónica de la Ciudad de México, generando así un nuevo género musical: la cumbia sinfónica. Esta grabación se incluyó como disco bonus en el álbum Cómo te voy a olvidar: ¡Edición de súper lujo!.

### 2015-2017:Viernes cultural, De plaza en plaza y Esto si es cumbia
Sale a la venta en octubre el álbum titulado Viérnes Cultural el cual consta de covers de temas clásicos de la música tropical como «Se me perdio la cadenita», «Paso la vida pensando», «Toma que toma» y cuenta con colaboraciones especiales de artistas latinos como Gilberto Santa Rosa, Haydée Milanés y Gustavo Parisi.
Estrenaron en septiembre de 2016 el álbum De plaza en plaza, donde se destacan los sencillos «La cumbia del infinito» con Natalia Lafourcade y Rodrigo y Gabriela, «Mi niña mujer» con el dúo Ha*Ash, «Mi cantar» junto a Gloria Trevi, entre otros. El 29 de septiembre de 2017, tras seis años de pertenecer al grupo, el vocalista Ismael Rodríguez anunció oficialmente su salida de la agrupación de los Mejía Avante para perseguir su propia carrera artística. En sustitución de Ismael Rodríguez, se encuentra actualmente el nuevo vocalista Edwin Ordóñez Xahuentitla, que se unió a la agrupación algunos meses antes.
El 8 de junio de 2018 lanzaron un nuevo álbum Esto si es cumbia que se destaca por fusionar canciones de distintos géneros, con la cumbia. Cuenta con diez canciones que son composición de sus colaboradores, algunos de los más destacados son: «Morir de amor» de Miguel Bosé, «Detrás de mi ventana» de Yuri, «Perdón, perdón» de Ha*Ash y «Nunca es suficiente» de Natalia Lafourcade, entre otros. Los videos musicales del álbum fueron grabados en las mismas cinco locaciones turísticas de Yucatán del anterior disco: Convento San Miguel Arcángel de Maní, Teatro Peón Contreras, Puerto de Progreso, Gran Museo del Mundo Maya de Mérida, Cenote X'Batún y la Hacienda Tekik de Regil.

### 2019 en adelante:De Buenos Aires para el mundo
En 2019 lanzan varios sencillos a dueto con varios intérpretes mexicanos e internacionales, siendo el primero «Amor a primera vista» junto con Belinda, Horacio Palencia y Lalo Ebratt, seguido de «Acaríñame» junto a Julieta Venegas y Juan Ingaramo, «Y la hice llorar» con el cantautor argentino Abel Pintos, y «20 rosas» en colaboración con el chileno radicado en Estados Unidos, Américo; y el vocalista del grupo Moderatto, Jay de la Cueva. Adicionalmente, interpretan el tema musical de la telenovela Soltero con hijas, de Televisa, junto con Luis Coronel. El 13 de marzo de 2020 estrenan el sencillo «El ángel que nos une». El 28 de agosto de 2020 lanzaron su vigésimo octavo álbum titulado De Buenos Aires para el mundo en colaboración con una cantidad importante de artistas Argentinos como Ángela Leiva con la cual reestrenaron "El Listón de Tu Pelo", el cual habían lanzado en 2014 junto a Denise Gutiérrez. Y también artistas de gran renombre como Abel Pintos, Lali Espósito, Pablo Lescano, Vicentico entre otros. El 22 de noviembre de 2021 lanzaron un nuevo sencillo junto a Nicki Nicole titulado "Otra Noche".

## Miembros
| - Elías "El Doc" Mejía Avante: bajo eléctrico - Jorge Mejía Avante: acordeón, teclado y Compositor - Alfredo Mejía Avante: teclado, Acordeón - José Mejía Avante: Timbales - Héctor José Mejía Diaz: Timbales y Tambor - Cristina Mejía Avante: guacharaca - Guadalupe Mejía Avante: piano, guitarra, bajo y guache - María Belén: Voz Femenina - Edwin Ordóñez Xahuentitla: Primera voz - Erick de la Peña Ruíz: Primera Voz, coros y guitarra eléctrica - Alejandro Hilton: Primera Voz - José Alfredo Clavijo Díaz: 1.ª trompeta - Roberto Sánchez Melgarejo: 2.ª trompeta - Enrique Clavijo Díaz: 1.er trombón - Juan Antonio Clavijo Serrano: 2.º trombón - Joaquín Rosendo Campero: DJ y percusiones eléctricas | - Martha Mejía Avante: Cabasa y Saxofón - Manuel Clavijo: 2da Trompeta - Roberto Ismael Rodríguez De Jesús: Vocalista - Carlos Montalvo: Vocalista - Carlos Becies Esquivel: Vocalista - Raymundo Espinoza: Vocalista - Guillermo Alonso García Palafox: Vocalista - Alejandro Rodríguez: Vocalista - Jonathan Martínez: Vocalista - Sergio Bucio: Vocalista - Francisco Delgado: Coros - Esmeralda Mejía: Voz femenina - Mayra Jazmín Madriz Torres: Voz femenina - Roxana Puente: Voz femenina - Héctor Edmundo Hernández: Vocalista - Marco Antonio Vargas: Vocalista - Valentín Garza: Vocalista - Josué Isaí: Vocalista - Leticia Méndez Santillán: Guacharaca - Ezequiel Vázquez: Vocalista - Rodolfo Garcia: Vocalista - Julio Álvarez: Vocalista - Raúl Garza: Vocalista - Rubí Mejía: Voz femenina |

## Discografía
Álbumes de estudio
- 1982: Ritmo... alegría... sabor! (Vol. 1)
- 1983: Los Ángeles Azules, Vol. 2
- 1984: Los Ángeles Azules, Vol. 3
- 1985: Cumbia de la tostadita (Vol. 4)
- 1987: Cumbia de las chispitas (Vol. 5)
- 1988: Los Ángeles Azules, Vol. 6
- 1989: Y valió la pena esperar (Vol. 7)
- 1991: Y esta... si es cumbia (Vol. 8)
- 1993: Entrega de amor[34]
- 1995: Sin pecado[35]
- 1996: Cómo te voy a olvidar
- 1996: Inolvidables
- 1998: Confesiones de amor[36]
- 1999: Una lluvia de rosas[37]
- 2002: Alas al mundo[38]
- 2004: Nunca te olvidaré[39]
- 2004: Y tu: Cantas pistas[40]
- 2007: Tu juguete[41]
- 2012: A Ritmo de cumbia
- 2013: Cómo te voy a olvidar[42]
- 2014: Viernes cultural[43]
- 2016: De plaza en plaza[44]
- 2018: Esto sí es cumbia[45]
- 2020: De Buenos Aires para el mundo
- 2022: Cumbia del corazón
- 2024: Se agradece

## Premios y nominaciones
| Año  | Premio             | Categoría                      | Trabajo nominado | Resultado | Ref    |
| ---- | ------------------ | ------------------------------ | ---------------- | --------- | ------ |
| 2021 | Fans Choice Awards | Mejor vídeo feat - Dúo o grupo | Ellos mismos     | Nominados | [ 46 ] |
| 2025 | Premios Lo Nuestro | Canción Del Año                | Ellos mismos     | Nominados | [ 47 ] |